# 三木弘 (陸上選手)
三木 弘（みき ひろし、1975年6月10日 - ）は、日本の元陸上選手・現指導者。福岡県立筑前高等学校卒業後、旭化成陸上部に所属した。現在は同部でヘッドコーチを務める。

## 人物
1975年生まれ。福岡県出身。
福岡県立筑前高等学校卒業後、1994年旭化成に入社。しばらく故障で走れない時期もあったが1998年のびわ湖毎日マラソン2時間10分01秒（4位）でマラソンデビューを果たした。
翌年の東京国際マラソンでは、2時間8分05秒の日本歴代第4位、国内日本人最高タイム（当時）をマーク。日本人トップの2位となり日本選手権獲得者となった。同年のセルビア世界陸上選手権を辞退し2000年の東京国際マラソンでシドニー五輪を目指したものの6位に終わり代表入りを逃している。
全日本実業団対抗駅伝には4度出場し2度優勝を経験。2005年に現役を引退し社業に専念していたが2023年6月5日陸上部ヘッドコーチに就任した。

## 自己ベスト
- 5000m 公認:13分50秒98
- 10000m 公認：28分25秒50
- ハーフマラソン公認：1時間02分54秒
- マラソン公認：2時間08分05秒